# Jean-Baptiste Baillière
Jean-Baptiste Marie Baillière, né le 30 brumaire an VI (20 novembre 1797) à Beauvais et mort le 8 novembre 1885 à Paris 6e, est un éditeur et libraire français.

## Biographie
Issu d'une famille de drapiers très anciennement installée à Beauvais, Jean-Baptiste Baillière débute en librairie le 3 juin 1812, comme commis chez Méquignon l'aîné, libraire de la Faculté de médecine. En 1818, il ouvre une petite librairie exclusivement consacrée aux sciences médicales et naturelles, au 14 rue de l'École-de-Médecine. Dix ans plus tard, il obtient, le privilège de libraire de l'Académie nationale de médecine, dont il sera l’éditeur officiel jusqu’à 1872. En 1824, il épouse la fille de M. Ratier, négociant en nouveautés. En 1828, en secondes noces, il épouse Marie Georgette Meaux Saint-Marc.
Son frère, Germer-Jules Baillière (1807-1859), fonde en 1829 sa propre librairie médicale au 17, rue de l’École-de-Médecine, en rachetant le fonds de la veuve Auger, chez laquelle il fut commis. Son fils, Gustave-Germer Baillière (1837-1905), fonde les éditions Germer-Baillière, qui n'auront aucun lien. Cette maison fusionnera avec Félix Alcan en 1877.
En 1831, Jean-Baptiste Baillière ouvre sa première succursale internationale à Londres et y nomme l'un de ses frères à la direction. Cette filiale devint la librairie du British Museum. D'autres établissements furent ouverts à New York puis Melbourne et Madrid par ses neveux.
En 1847 président du comité d'organisation, il co-fonde le Cercle de la librairie, de l’imprimerie, de la papeterie, du commerce de la musique et des estampes, et de toutes les industries qui concourent à la publication des œuvres de la littérature, des sciences et des arts .
De 1827 de l'Académie nationale de médecine. Il a été vice-président du cercle de la librairie. Il avait fait quelques libéralités à la ville de Beauvais : nombreux dons à la bibliothèque publique, constitution d’une rente en faveur de l’Hospice des pauvres, fondation d’un prix de vertu, etc.
Le 1er janvier 1850, il s'installe au 19 rue Hautefeuille, et jusqu'en 1864, il est membre du Conseil d'escompte de la Banque de France au IXe Siège. C'est là qu'il est mort, le 8 novembre 1885, à l'âge de 88 ans, ayant appartenu à la librairie soit comme commis soit comme patron.
La famille Baillière fut l'une des dynasties éditoriales les plus importantes du XIXe siècle : une boutique-bureau exista longtemps, située 10 rue Thénard.

## Une dynastie d'éditeurs
En 1819, Jean-Baptiste Baillière publie le premier livre qui porte sa marque : Médecine légale, par Lecieux et Renard.
Le 23 septembre 1858, Marie Pauline Baillière, âgée de dix-neuf ans, sa fille, épouse Auguste Voisin, neveu du psychiatre Félix Voisin.
En 1863, il associe son fils Henri à ses affaires et fonde J.B. Baillière et fils. En 1877, Félix Alcan rejoint la Librairie philosophique et scientifique Germer-Baillière, fondée en 1828, par le neveu (1807-1859) de J.-B. Baillière. En 1885, Albert, un autre fils de Baillière, entre dans la société.
Henri Baillière meurt en 1905, l'affaire est reprise par son fils, Émile Jean-Baptiste Baillière (mort en 1920), puis par Georges Baillière, lequel fut président du Cercle de la librairie entre 1929 et 1932 ; il meurt en octobre 1950.
Les éditions Baillière ont longtemps édité l'une des plus célèbres revues médicales françaises, La Revue du praticien, créée en 1951.
En 2005, les Éditions Jean-Baptiste Baillière ont été acquises par Huveaux (Merit Group (en), Londres).

## Extrait du catalogue
- Charles-Michel Billard,  Traité des maladies des enfans nouveau-nés et à la mamelle, imprimerie de H. Balzac, Paris et Londres, 1828.
- Étienne Esquirol, Traité des maladies mentales considérées sous le rapport médical, hygiénique et médico-légal, 1838.
- Jobert de Lamballe, Traité de chirurgie plastique, 1849.
- Claude Bernard, Introduction à l'étude de la médecine expérimentale, 1865.
- Auguste Voisin, Leçons cliniques sur les maladies mentales, 1876.
- Louis-Alexandre de Saint-Germain, Chirurgie orthopédique - thérapeutique des difformités congénitales ou acquises, 1883.
- Antoine Béclère, Les rayons de Röntgen et le diagnostic de la tuberculose, 1899.

## Hommages
- Une rue porte son nom à Beauvais.
- Une plaque commémorative sur l'immeuble du 19 rue Hautefeuille Paris 6e indique que « Jean-Baptiste Baillière a vécu et est mort dans cette maison. Libraire et éditeur, il a diffusé la médecine française à travers le monde ».

## Décorations
- Chevalier de la Légion d'honneur en 1872.